# Mecànica aplicada
La mecànica aplicada és una branca de les ciències físiques i l'aplicació pràctica de la mecànica. Examina la resposta dels cossos (sòlids i fluids) o sistemes de cossos en rebre l'efecte de forces externes. Alguns exemples de sistemes mecànics inclouen el flux de líquid sota pressió, la fractura d'un sòlid per raó d'una força aplicada o la vibració de l'orella com a resposta a un so.
La mecànica aplicada, tal com suggereix el seu nom, fa de pont entre la física teòrica i la seva aplicació en la tecnologia, i és usada en molts camps de l'enginyeria, especialment en enginyeria mecànica. Bona part de l'enginyera mecànica està basada en les lleis de Newton, mentre que l'aplicació pràctica moderna està basada en el treball de Stephen Timoshenko, pare de l'enginyeria mecànica moderna.
Dins les ciències teòriques, la mecànica aplicada és útil per formular noves idees i teories, per descobrir i interpretar fenòmens i per desenvolupar eines experimentals i computacionals.